# Metalurgia

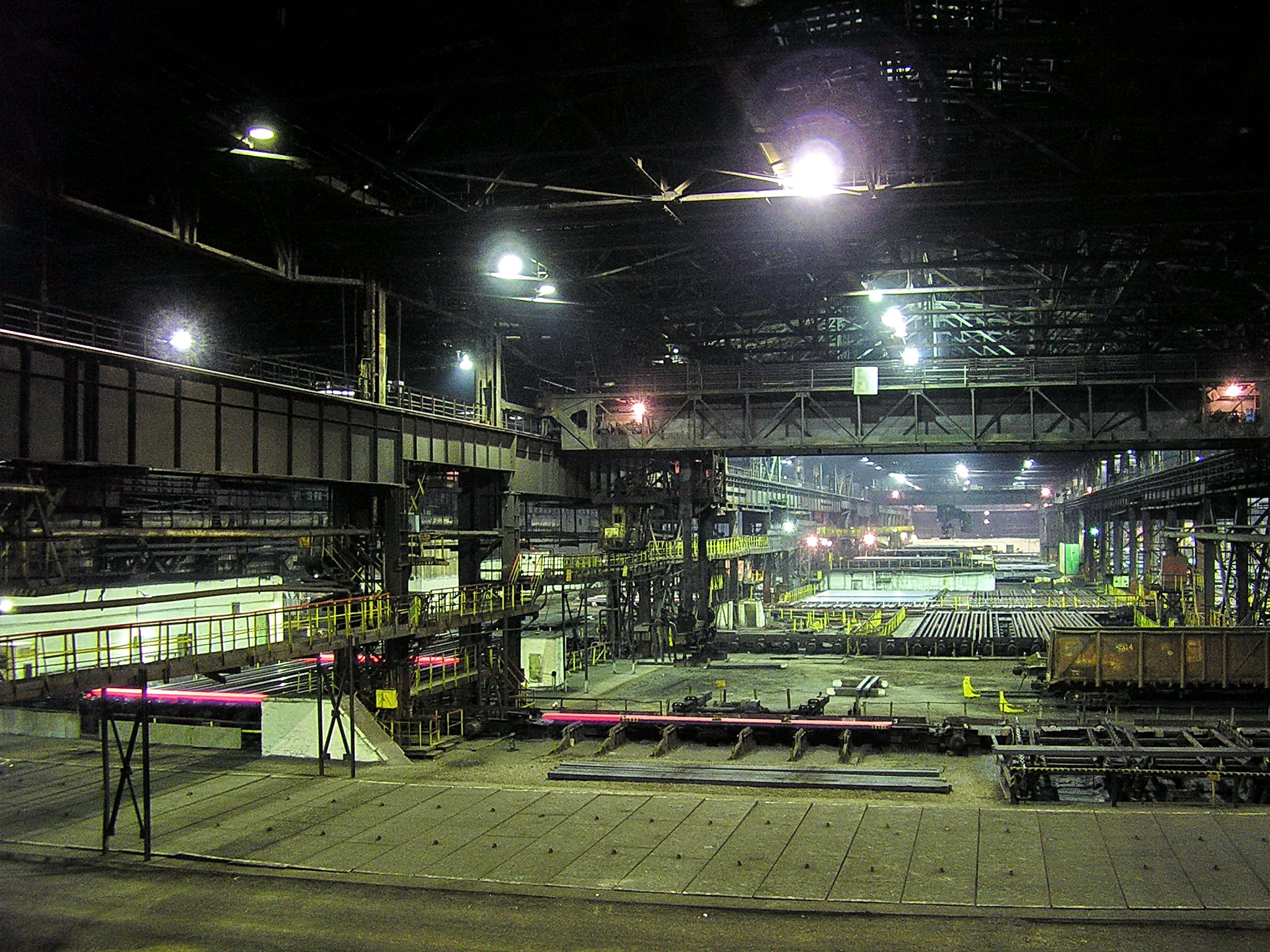
Empresa metalúrgica.

La metalurgia es la técnica de la obtención y tratamiento de los metales a partir de minerales metálicos. También estudia la producción de aleaciones. El control de calidad de los procesos. La metalurgia es la rama que aprovecha la ciencia, la tecnología y el arte de obtener metales y minerales industriales, de importancia técnica, científica o tecnológica de una manera eficiente, económica y con resguardo del ambiente, a fin de adaptar dichos recursos en beneficio del desarrollo y bienestar de la humanidad. 
La ciencia de la metalurgia se subdivide en dos grandes categorías: metalurgia química y metalurgia física. La metalurgia química se ocupa principalmente de la reducción y la oxidación de los metales, así como del rendimiento químico de los mismos cuestan. la metalurgia química incluye el procesamiento de minerales, la extracción de metales, la termodinámica, la electroquímica y la degradación química (corrosión). En cambio, la metalurgia física se centra en las propiedades mecánicas de los metales, las propiedades físicas de los metales y el rendimiento físico de los metales. Los temas estudiados en la metalurgia física incluyen la cristalografía, la Caracterización de materiales, la metalurgia mecánica, la transformaciones de fase y el mecanismos de fallo.
Históricamente, la metalurgia se ha centrado predominantemente en la producción de metales. La producción de metales comienza con el procesamiento de minerales para extraer el metal, e incluye la mezcla de metales para hacer aleaciones. Las aleaciones de metales suelen ser una mezcla de al menos dos elementos metálicos diferentes. Sin embargo, a menudo se añaden elementos no metálicos a las aleaciones para conseguir las propiedades adecuadas para una aplicación. El estudio de la producción de metales se subdivide en metalurgia ferrosa (también conocida como metalurgia negra) y metalurgia no ferrosa (también conocida como metalurgia del color).
La metalurgia ferrosa comprende procesos y aleaciones basados en el hierro, mientras que la metalurgia no ferrosa comprende procesos y aleaciones basados en otros metales. La producción de metales ferrosos representa el 95% de la producción mundial de metales.
Los metalúrgicos modernos trabajan tanto en áreas emergentes como tradicionales como parte de un equipo interdisciplinario junto a científicos de materiales, y otros ingenieros. Algunas áreas tradicionales incluyen el procesamiento de minerales, la producción de metales, el tratamiento térmico, el análisis de fallos y la unión de metales (incluyendo la soldadura, la soldadura fuerte y la soldadura). Las áreas emergentes para los metalúrgicos incluyen la nanotecnología, la superconductores, los composites, los materiales biomédicos, los materiales electrónicos (semiconductores) e ingeniería de superficies.

## Etimología
La palabra metalurgia deriva del griego antiguo μεταλλουργός, metallourgós, "trabajador del metal", de μέταλλον, métallon, "mina, metal" + ἔργον, érgon, "trabajo": En la Encyclopædia Britannica de 1797 se habla de ella en este sentido. A finales del siglo XIX, se extendió al estudio científico más general de los metales, las aleaciones y los procesos relacionados.

## Historia
El cobre fue uno de los primeros minerales trabajados por el hombre, ya que se encuentra en estado casi puro (cobre nativo) en la naturaleza. Junto al oro y la plata se utilizó desde finales del Neolítico, golpeándolo, al principio, hasta dejarlo plano como una lámina. Después, como consecuencia del perfeccionamiento de las técnicas cerámicas, se aprendió a fundirlo en horno y vaciarlo en moldes, lo que permitió fabricar mejores herramientas y en mayor cantidad. Esto originó la Edad del Cobre de la humanidad (también conocida como Calcolítico).
Posteriormente, se experimentó con diversas aleaciones, como la del arsénico, que produjo cobre arsenicado; o la del estaño, que dio lugar al bronce e inició la Edad del Bronce de la humanidad. El bronce, más duro y cortante que el cobre, apareció hacia el 3000 a. C.

Regiones productoras de metales en la Edad Antigua en Oriente Próximo. Se muestran marcadas las áreas de prevalencia del bronce arsenioso y del bronce de estaño durante el III milenio a. C.

Se han encontrado pequeñas cantidades de oro natural en cuevas españolas que datan del Paleolítico tardío, 40 000 a. C. La plata , el cobre, el estaño y el hierro meterítico también se pueden encontrar en forma nativa, lo que permite una cantidad limitada de trabajo de metales en las culturas tempranas. Las armas egipcias hechas de hierro meteórico alrededor del 3000 a. C. eran muy apreciadas como dagas del cielo. Ciertos metales, en particular estaño, plomo, y a una temperatura más alta, el cobre se puede recuperar de sus minerales simplemente calentando las rocas en un fuego o en un alto horno, un proceso conocido como  fundición. La primera evidencia de esta metalurgia extractiva, que data del quinto y sexto milenio antes de Cristo, se ha encontrado en sitios arqueológicos en Majdanpek, Jarmovac cerca de Priboj y Pločnik , en la actual Serbia. Hasta la fecha, la evidencia más temprana de fundición de cobre se encuentra en el sitio de Belovode cerca de Plocnik. Este sitio produjo un hacha de cobre del 5500 a. C., perteneciente a la Cultura de Vinča.
El uso más temprano de plomo está documentado en el asentamiento neolítico tardío de Yarim Tepe en Irak:

Los primeros hallazgos de plomo (Pb) en el antiguo Cercano Oriente son un brazalete del sexto milenio antes de Cristo de Yarim Tepe en el norte de Irak y una pieza cónica de plomo ligeramente posterior del período Halaf Arpachiyah , cerca de Mosul. Como el plomo nativo es extremadamente raro, tales artefactos plantean la posibilidad de que la fundición del plomo haya comenzado incluso antes de la fundición del cobre.

La fundición de cobre también está documentada en este sitio aproximadamente en el mismo período de tiempo (poco después del 6000 aC), aunque el uso de plomo parece preceder a la fundición de cobre. La metalurgia temprana también está documentada en el sitio cercano de Tell Maghzaliyah, que parece estar fechado incluso antes, y carece por completo de esa cerámica. [cita requerida] Los Balcanes fueron el sitio de las principales culturas neolíticas, incluidas Butmir, Vinča, Varna, Karanovo y Hamangia.
El proceso de adquisición de los conocimientos metalúrgicos fue diferente en las distintas partes del mundo, siendo las evidencias más antiguas de fundición del plomo y el cobre del VII milenio a. C., en Anatolia y en Kurdistán. En América no hay constancia hasta el I milenio a. C. y en África el primer metal que se consiguió fundir fue el hierro, durante el II milenio a. C.
El hierro comenzó a trabajarse en Anatolia hacia el tercer milenio a. C. Este mineral requiere altas temperaturas para su fundición y moldeado, para ser así es más maleable, duro y resistente que el cobre. Algunas técnicas usadas en la antigüedad fueron el moldeo a la cera perdida, la soldadura o el templado del acero. Las primeras fundiciones conocidas empezaron en China en el siglo I a. C., pero no llegaron a Europa hasta el siglo XIII, cuando aparecieron los primeros altos hornos.
El empleo de los metales se debió, inicialmente, a la necesidad que se creó el hombre de utilizar objetos de prestigio y ostentación (adornos de cobre), para, posteriormente, pasar a sustituir sus herramientas de piedra, hueso y madera por otras mucho más resistentes al calor y al frío (hechas en bronce y, sobre todo, hierro). Los utensilios elaborados con metales fueron muy variados: armas, herramientas, vasijas, adornos personales, domésticos y religiosos. El uso de los metales repercutió, a partir de la generalización del hierro, de diversas formas en la conformación de la civilización humana:
- Se intensificó la producción agropecuaria.
- El trabajo se especializó y diversificó.
- Aumentaron los intercambios.
- Se institucionalizó la guerra.

En la Edad Media la metalurgia estaba muy ligada a las técnicas de purificación de metales preciosos y la acuñación de moneda.

## El metal y sus aleaciones

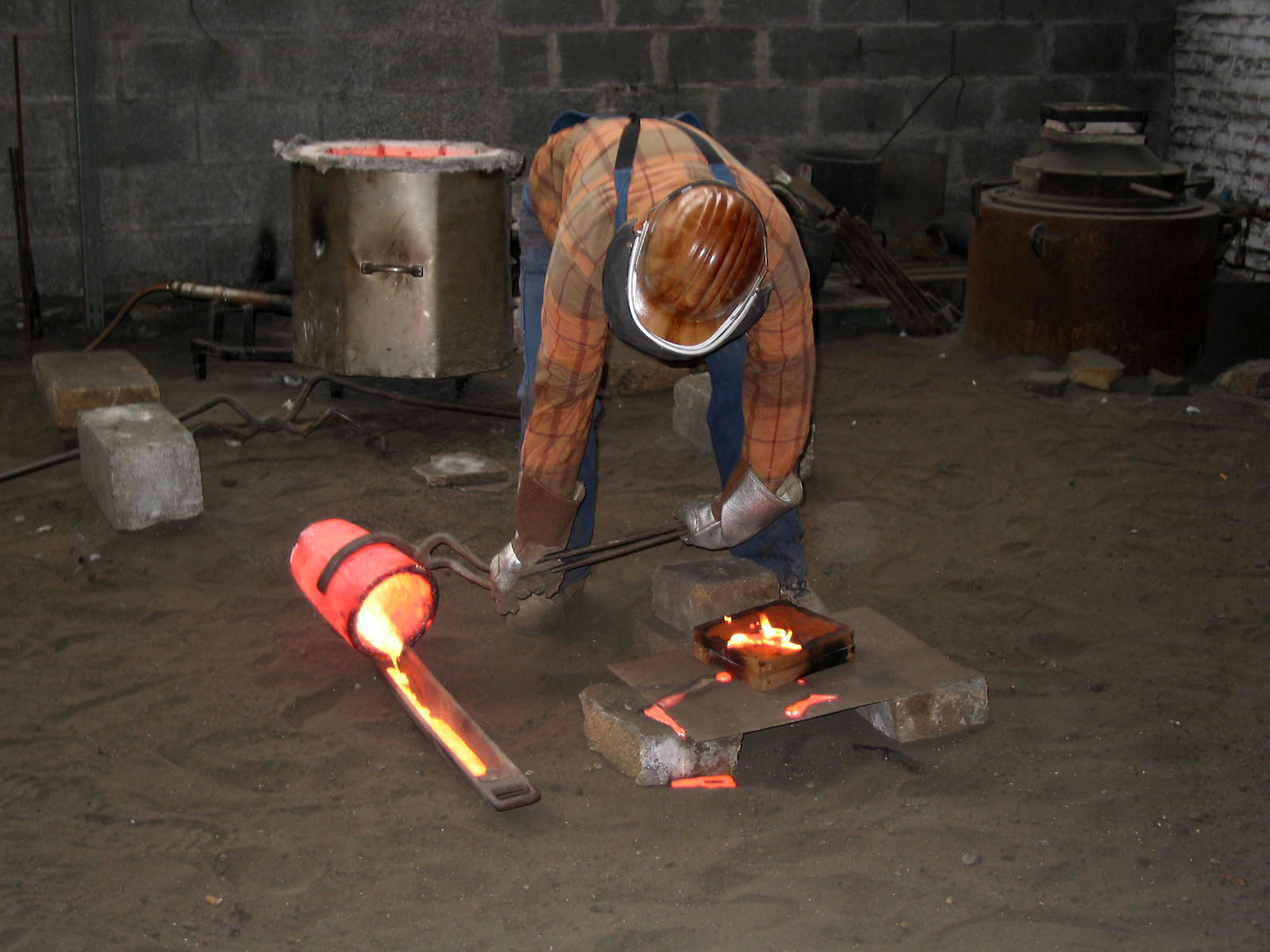
Vertido de bronce en un molde

Los metales más comunes en ingeniería son el aluminio, el cromo, el cobre, el hierro, el magnesio, el níquel, el titanio, el zinc y el silicio. Estos metales se utilizan con mayor frecuencia como aleaciones, con la notable excepción del silicio. 
Se ha hecho un gran esfuerzo por comprender el sistema de aleaciones hierro-carbono, que incluye el acero y el hierro fundido. Aceros al carbono (los que contienen esencialmente sólo carbono como elemento de aleación) se utilizan en aplicaciones de bajo coste y alta resistencia, donde ni el peso ni la corrosión son una preocupación importante. Las fundiciones, incluida la fundición dúctil, también forman parte del sistema hierro-carbono. Las aleaciones de hierro-manganeso-cromo (aceros tipo Hadfield) también se utilizan en aplicaciones no magnéticas, como la perforación direccional. 
El acero inoxidable, en particular el aceros inoxidables austeníticos, el acero galvanizado, aleaciones de níquel, aleación de titanio, u ocasionalmente aleaciones de cobre se utilizan, cuando la resistencia a la corrosión es importante. 
Las aleaciones de aluminio y las aleaciones de magnesio se utilizan habitualmente cuando se requiere una pieza ligera y resistente, como en las aplicaciones de automoción y aeroespaciales. 
Las aleaciones de cobre-níquel (como el Monel) se utilizan en entornos altamente corrosivos y para aplicaciones no magnéticas.  
Las superaleaciones basadas en el níquel, como el Inconel, se utilizan en aplicaciones de alta temperatura, como turbinas de gas, turbocompresores, recipientes a presión e intercambiadores de calor.  
En el caso de temperaturas extremadamente altas, se utilizan aleaciones de monocristal para minimizar el descenso. En la electrónica moderna, el silicio monocristalino de alta pureza es esencial para los transistores metal-óxido-silicio y los circuitos integrados.

## Metalurgia extractiva

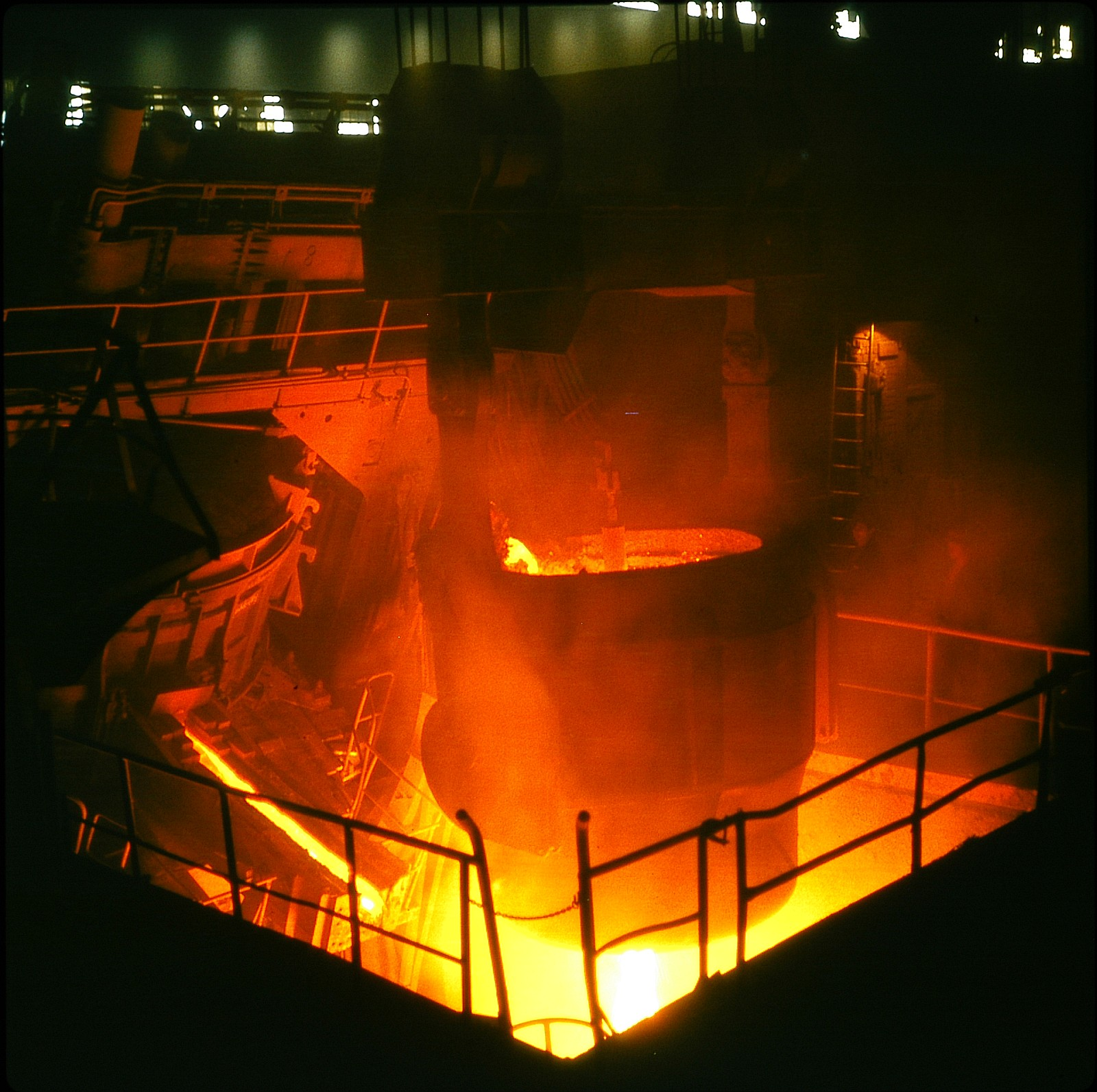
Producción de acero en una siderúrgica.

La metalurgia extractiva es el área de la metalurgia en donde se estudian y aplican operaciones y procesos para el tratamiento de minerales o materiales que contengan una especie útil (oro, plata, cobre, etc.), dependiendo el producto que se quiera obtener, se realizarán distintos métodos de tratamiento.
Es la práctica que consiste en extraer los metales valiosos de un mineral y refinar los metales en bruto extraídos en una forma más pura. Para convertir un óxido metálico o sulfuro en un metal más puro, el mineral debe ser reducido físicamente, químicamente o electrolítico. Los metalúrgicos extractivos se interesan por tres flujos primarios: alimentación, concentrado (óxido/sulfuro de metal) y relaves. (residuos). 
Tras la extracción, los grandes trozos de la alimentación de mineral se rompen mediante trituración o molienda para obtener partículas lo suficientemente pequeñas, en las que cada partícula es mayoritariamente valiosa o mayoritariamente residuo. La concentración de las partículas de valor en una forma que admita la separación permite extraer el metal deseado de los residuos. 
La extracción puede no ser necesaria si el yacimiento y el entorno físico son propicios para la lixiviación. Por medio de la lixiviación se disuelven los minerales de un yacimiento y da lugar a una solución enriquecida. La solución se recoge y se procesa para extraer los metales valiosos. Los yacimientos minerales suelen contener más de un metal valioso. 
Los relaves de un proceso anterior pueden utilizarse como alimentación en otro proceso para extraer un producto secundario del mineral original. Además, un concentrado puede contener más de un metal valioso. Ese concentrado se procesaría para separar los metales valiosos en componentes individuales.

### Objetivos de la metalurgia extractiva
- Utilizar procesos y operaciones.
- Alcanzar la mayor eficiencia posible.
- Obtener altas recuperaciones (especie de valor en productos de máxima pureza).
- No causar daño al medio ambiente.

### Etapas de la metalurgia extractiva
1. Transporte y almacenamiento.
2. Conminución.
3. Clasificación.
4. Separación del metal de la ganga.
5. Purificación y refinación.[1]

## Metalurgia de polvos
Se define como la técnica de producción de polvos de un metal para poder emplearlos en la elaboración de objetos útiles. Los primeros en utilizar esta técnica fueron los egipcios desde el año 3000 a. C. en la producción de utensilios de hierro.
El término pulvimetalurgia se utiliza ampliamente en la literatura y la práctica técnica, no obstante, no es una metalurgia independiente, sino una técnica - altamente explosiva para atomizar metales y aleaciones fundidos en estado líquido hasta convertirlos en polvo o para convertirlos desde el estado sólido en gránulos finos. En los molinos de polvo, la mayoría de los metales útiles - desde el aluminio hasta el zinc - pueden ser molidos en polvos con tamaños de grano de 0,1 a 500 µm. Debido al riesgo de explosión que presentan todos los polvos metálicos, de diferente potencial de riesgo, cuando entran en contacto con el oxígeno atmosférico, se realiza la inertización o flegmatización. Los estabilizadores, que van desde la cera hasta el éster del ácido ftálico|los ftalatos]], reducen la sensibilidad a la explosión. El polvo de magnesio es un caso especial debido a su comportamiento altamente pirofórico. No puede obtenerse por molienda, sino sólo por "frotamiento" a partir del metal del lingote.
Los polvos metálicos, en este caso correctamente denominados "pigmentos inorgánicos", son importantes como componente de la lacas metálicas en los automóviles. Un campo de aplicación completamente diferente es el prensado en moldes de acero a muy alta presión (2000 bar y más). A partir de polvos metálicos puros prensados de este modo, más a menudo mezclas tipo aleación, se pueden producir piezas metálicas moldeadas (proceso MIM, proceso SLM). En el prensado isostático en caliente, al que precede el calentamiento de los polvos hasta el punto de reblandecimiento, se consiguen las propiedades de las piezas de fundición.
La producción de piezas difíciles de fundir o costosas de fabricar a partir de un sólido tiene un enfoque diferente al utilizar el proceso de impresión 3D. Esta tecnología, conocida en sí misma desde hace años, ha avanzado hasta el punto de que las piezas metálicas en serie para usos técnicamente exigentes se construyen (inyectan) capa a capa, hasta la forma especificada por el ordenador en las impresoras 3D.
En la fabricación de moldes y modelos, se utiliza la pulverización de polvo con llama. En este proceso, el polvo metálico se ablanda mediante una llama, o mediante plasma pulverización de plasma. La ventaja reside en la posible producción a corto plazo de herramientas - moldes - para proyectos piloto en la construcción de máquinas y herramientas (industria del automóvil).

### Procesos de metalurgia de polvos
Como principales procesos se tienen el compactado y sinterizado. El compactado consiste en preparar adecuadamente mezclas de polvos, a temperatura ambiente o a temperatura elevada y a una presión considerablemente alta. Se obtiene un comprimido manipulable, pero relativamente frágil, al que se le llamara aglomerado verde. El sinterizado es la operación donde el aglomerado verde es expuesto a una fuente de calor inferior al punto de fusión del metal en atmósferas inertes. Este proceso le otorga las resistencias mecánicas que se requieren.

### Aplicaciones de la metalurgia de polvos
Se pueden aplicar en la elaboración de metales compuestos, combinaciones de metales-no metales, metales refractarios. Por ejemplo: magnetos, filtros de metal, escobillas para motor.

## Producción
En la ingeniería de producción, la metalurgia se ocupa de la producción de componentes metálicos para su uso en productos de consumo o de ingeniería. Esto implica la producción de aleaciones, el moldeado, el tratamiento térmico y el tratamiento de la superficie del producto.
La determinación de la dureza del metal mediante las escalas de dureza Rockwell, Vickers y Brinell es una práctica común que ayuda a comprender mejor la elasticidad y plasticidad del metal para diferentes aplicaciones y procesos de producción.
La tarea del metalúrgico es lograr el equilibrio entre las propiedades del material, como el coste, el peso, la resistencia, la tenacidad, la dureza, la corrosión, la resistencia a la fatiga y el rendimiento en temperaturas extremas. Para lograr este objetivo, hay que tener muy en cuenta el entorno de funcionamiento.
En un entorno de agua salada, la mayoría de los metales ferrosos y algunas aleaciones no ferrosas se corroen rápidamente. Los metales expuestos a condiciones frías o criogénicas pueden sufrir una transición de dúctil a frágil y perder su tenacidad, volviéndose más frágiles y propensos al agrietamiento. Los metales sometidos a cargas cíclicas continuas pueden sufrir fatiga metálica. Los metales sometidos a esfuerzos constantes a temperaturas elevadas pueden sufrir fluencia.

## Caracterización

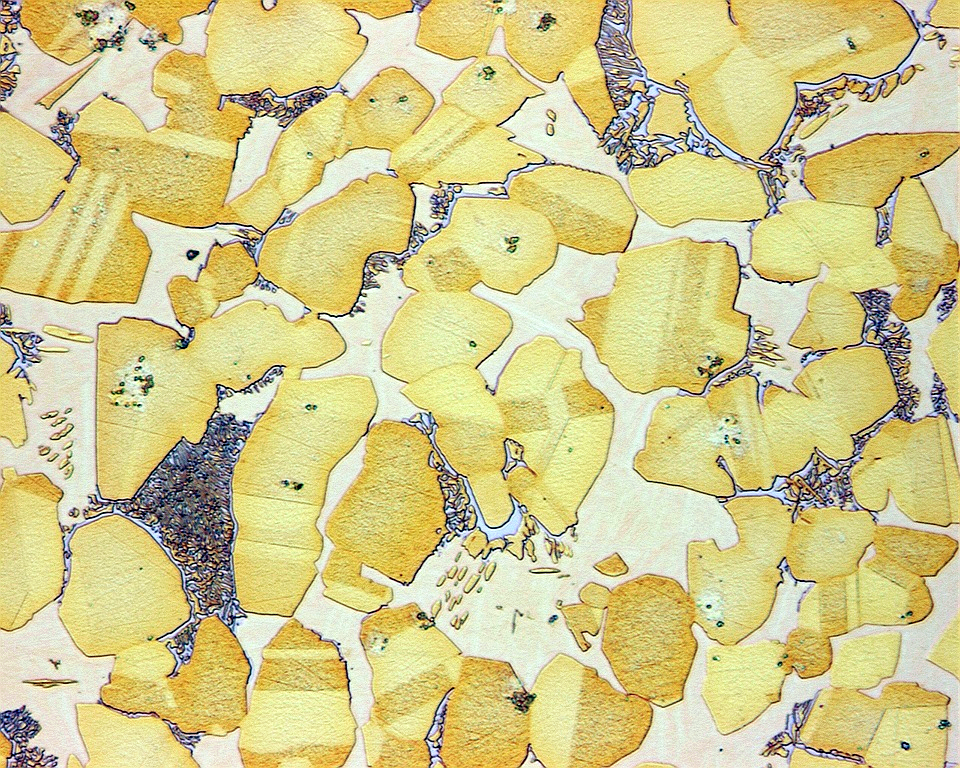
La metalografía permite al metalúrgico estudiar la microestructura de los metales.

Los metalúrgicos estudian la estructura microscópica y macroscópica de los metales utilizando la metalografía, una técnica inventada por Henry Clifton Sorby. 
En la metalografía, una aleación de interés se muele en plano y se pule hasta conseguir un acabado de espejo. A continuación, la muestra puede grabarse para revelar la microestructura y la macroestructura del metal. La muestra se examina entonces en un microscopio óptico o electrónico, y el contraste de la imagen proporciona detalles sobre la composición, las propiedades mecánicas y el historial de procesamiento.
La cristalografía, que a menudo utiliza la difracción de rayos X o electrones, es otra valiosa herramienta de la que dispone el metalúrgico moderno. La cristalografía permite identificar materiales desconocidos y revela la estructura cristalina de la muestra. La cristalografía cuantitativa puede utilizarse para calcular la cantidad de fases presentes, así como el grado de deformación al que se ha sometido una muestra.

## Procesos metalúrgicos

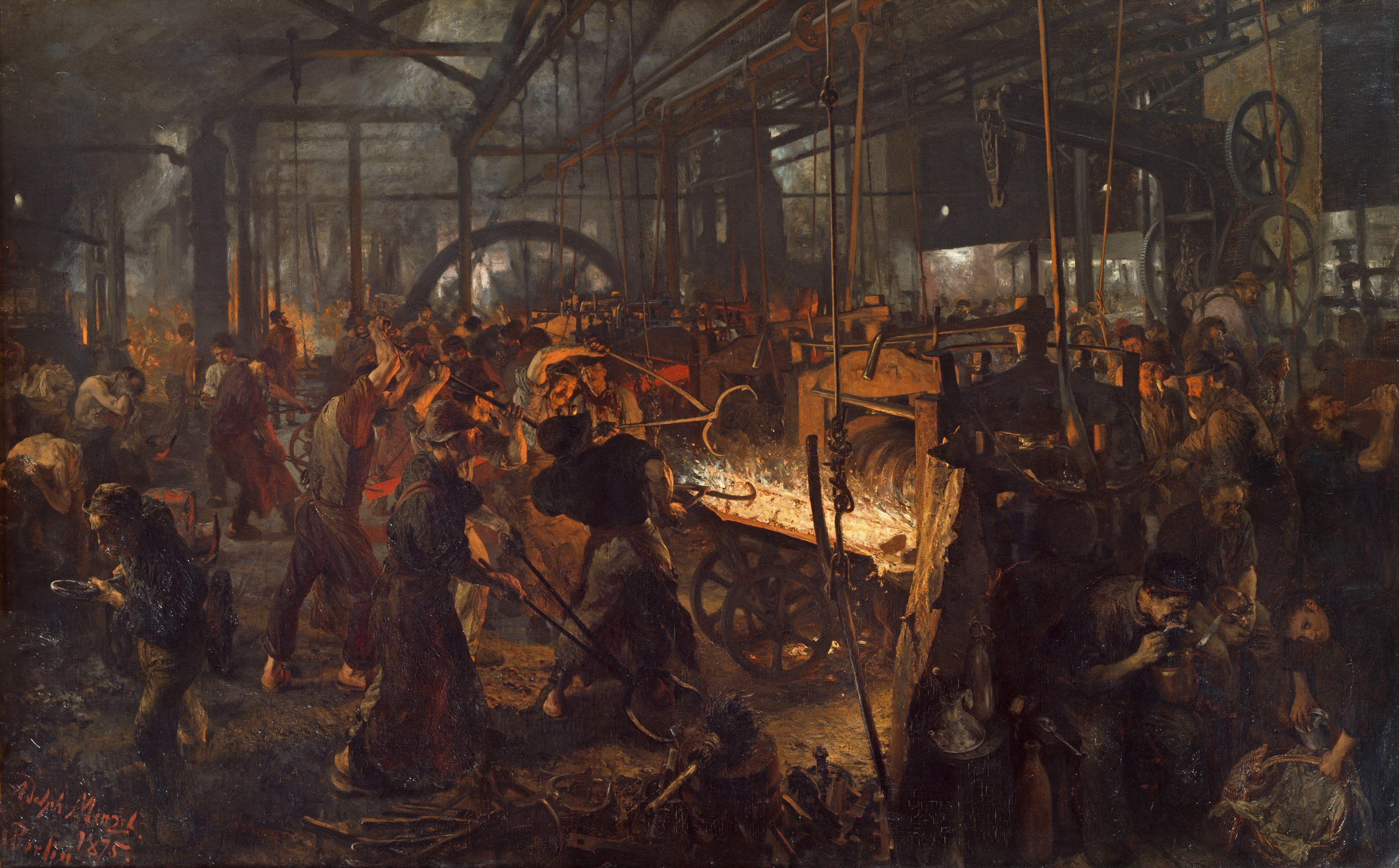
La fundición, del pintor Adolph von Menzel, década de 1870.

Los procesos metalúrgicos comprenden las siguientes fases:
- La concentración de minerales, donde se elimina la mayor parte de la ganga, elevando sustancialmente la mena que contiene el metal(es) a partir del mineral que lo contiene en estado natural;
- El afino, enriquecimiento o purificación: eliminación de las impurezas que quedan en el metal;
- Elaboración de aleaciones;
- Otros tratamientos del metal para facilitar su uso.

Operaciones básicas de obtención de metales: 
- Operaciones físicas: triturado, molienda, filtrado (a presión o al vacío), centrifugado, decantado, flotación, disolución, destilación, secado, precipitación física.
- Operaciones químicas: tostación, oxidación, reducción, hidrometalurgia, electrólisis, hidrólisis, lixiviación mediante reacciones ácido-base, precipitación química, electrodeposición y cianuración.

Dependiendo el producto que se quiera obtener, se realizarán distintos métodos de tratamiento. Uno de los tratamientos más comunes es la mena, consiste en la separación de los materiales de desecho. Normalmente entre el metal está mezclado con otros materiales como arcilla y silicatos, a esto se le suele denominar ganga.
Uno de los métodos más usuales es el de la flotación que consiste en moler la mena y mezclarla con agua, aceite y detergente. Al batir esta mezcla líquida se produce una espuma que, con ayuda de la distinta densidad que proporciona el aceite va a ir arrastrando hacia la superficie las partículas de mineral y dejando en el fondo la ganga.
Otra forma de flotación puede emplearse en la separación de minerales ferromagnéticos, utilizando imanes que atraen las partículas de mineral y dejando intacta la ganga.
Otro sistema de extracción de la mena es la amalgama formada con la aleación de mercurio con otro metal o metales. Se disuelve la plata o el oro contenido en la mena para formar una amalgama líquida, que se separa con facilidad del resto. Después el metal de oro y plata se purifican eliminando el mercurio mediante la destilación.